# Fátima Pelaes
Fátima Lúcia Pelaes, o simplemente Fátima Pelaes (Macapá, Amapá, 13 de febrero de 1959) es una socióloga, y política brasileña, actualmente diputada federal por el Estado de Amapá. Está afiliada al  PMDB
Formada en sociología, fue superintendente de la Legión Brasileña de Asistencia, desde 1986 hasta 1989; y servidora de las Secretarías de Trabajo y Ciudadanía (1983-1985) y de Turismo (2004-2006) de Amapá. Presidió el Instituto Teotônio Vilela, en Amapá (2003-2004). Fue candidata al gobierno de Amapá, en 2002 por el PSDB, y a la Prefectura de Macapá (AP), en 2008 por el PMDB.

## Gastos de campaña
- Valor máximo de sus gastos en la campaña 2006 declarado al TSE: R$ 300.000[3]

- Bienes declarados al TSE (2006):

1. - Casa, terreno midiendo 24 × 30 m, situada en la cuadra 42, sector, 9, Barrio Jardín Ecuatorial, siendo ampliada a área residencial en el año de 2005, al valor de R$ 12.000 - R$ 105.476
2. - Vehículo Marca Fiat, tipo Uno Mille 2004/2004 - R$ 12.999,69
3. - Vehículo Marca Ford, tipo Fiesta 2004/2004. - R$ 24.770,18[4]